# Werner Münchbach
Werner Münchbach (* 1944 in Pforzheim) ist ein deutscher Jurist. Er war von 1998 bis 2009 Präsident des Oberlandesgerichts Karlsruhe.

## Leben
Münchbach studierte Rechtswissenschaften, machte sein Referendariat in Heidelberg und promovierte an der dortigen Universität. Danach trat er im Jahr 1972 in den höheren Justizdienst des Landes Baden-Württemberg ein und nahm 1975 seine Ernennung am Landgericht Heidelberg zum Richter auf Lebenszeit entgegen. Für die Wahrnehmung einer Tätigkeit als wissenschaftlicher Mitarbeiter mit unter anderem Aufgaben in der Präsidialverwaltung des Bundesgerichtshofes folgte von 1976 bis 1979 eine Abordnung an den Bundesgerichtshof.
Im Jahr 1979 wurde er Richter am Landgericht Karlsruhe. Er wurde jedoch bereits 1980 an das Oberlandesgericht Karlsruhe abgeordnet, wo 1981 die Ernennung zum Richter am Oberlandesgericht folgte. Er war in einem Familiensenat tätig und übernahm 1986 die Aufgabe des Präsidialrichters. Im Januar 1991 wechselte er im Amt eines Ministerialrates als Personalreferent für Richter, Staatsanwälte und Notare des badischen Landesanteils zum Justizministerium Baden-Württemberg. Er kehrte im Herbst 1993 als Vorsitzender Richter und zugleich Leiter eines Familiensenats am Oberlandesgericht nach Karlsruhe zurück, wo er jedoch nicht lange blieb, da er im Jahr 1996 die Nachfolge seines verstorbenen Freundes Hermann Lindrath als Präsident des Landgerichts Heidelberg antrat.
Er übernahm im August 1998 das Amt des Präsidenten des Oberlandesgerichtes Karlsruhe, welches er bis Ende Juni 2009 innehatte. Er sorgte als Gerichtspräsident unter anderem für die Einrichtung einer Kindertagesstätte für Justizbedienstete und schaffte Halbtagsstellen auch in Beförderungsämtern.
Auf der Grundlage intensiver Recherchen des „Arbeitskreises Justiz und Geschichte des Nationalsozialismus in Mannheim“ zu den Prozessen und Schicksalen hinter mehr als 70 vom NS-Sondergericht Mannheim in den Jahren von 1933 bis 1945 verhängten Todesurteilen hat er ein Mahnmal der Justiz für die Opfer des Sondergerichts Mannheim initiiert und durchgesetzt. Dieses wurde im Jahr 2002 im öffentlichen Raum vor dem Mannheimer Schloss, dem Sitz der Juristischen Fakultät der Universität Mannheim, vis-à-vis von Amtsgericht und Landgericht, in Gestalt einer Doppel-Stele errichtet.

## Veröffentlichungen
- Regreßkonstruktionen in Schadensfällen. Duncker & Humblot, Berlin, 1976.
- Münchbach/Lotz: Justizreform – Reform oder gut verkaufter Abbau des Rechtsschutzsystems. ZRP 1999, S. 374–382.
- als Herausgeber: Festschrift 200 Jahre Badisches Oberhofgericht – Oberlandesgericht Karlsruhe. C.F. Müller, Heidelberg 2003.
- Führung auf Zeit – Chance oder Tort für eine unabhängige Justiz. ZRP 2007, S. 156–160.
- Hypertrophie von Einzelfallgerechtigkeit versus Rechtssicherheit. In: Festschrift für Rolf Stürner zum 70. Geburtstag. Bd. I, S. 389–403, Mohr Siebeck, Tübingen 2013.
- Richterliche Unabhängigkeit contra Vorgabe von Erledigungszahlen. NJW 2020, S. 3283–3288.